# CA Lanús
A Club Atlético Lanús egy argentin labdarúgóklub, melynek székhelye Lanús városában található. A klubot 1915-ben alapították. Jelenleg az első osztályban szerepel.
Hazai mérkőzéseit az Estadio Ciudad de Lanúsban játssza. A klub hivatalos színei: bordó-fehér.

## Sikerek
Liga Profesional
- Bajnok (2): 2007 Apertura, 2016

Copa del Bicentenario
- Győztes (1): 2016

Argentin Szuperkupa
- Győztes (1): 2016

Copa de Competencia (AAmF)
- Döntős (1): 1926

Copa CONMEBOL
- Győztes (1): 1996

Copa Sudamericana
- Győztes (1): 2013